# Managementul proiectelor
Managementul proiectelor constă în aplicarea cunoștințelor, capacităților, instrumentelor și tehnicilor specifice pentru activitățile unui proiect, care au obiective, scopuri și cerințe definite, referitoare la timp, costuri, calitate și parametri de performanță, activități considerate ca importante și adecvate pentru finanțare. Timpul, costul,calitatea și performanțele sunt constrângeri pentru proiect.

## Definitii ale managementului proiectelor
Au fost formulate definiții diferite pentru sintagma managementul proiectelor (project management- engl.; gestion de projet -franc.). În "Manualul de management al proiectelor", elaborat în anul 1998 de Guvernul României se menționează că "managementul de proiect constă în planificarea, organizarea și gestionarea (controlul) sarcinilor și resurselor, ce urmărește atingerea unui anumit obiectiv, în condițiile existenței unor constrângeri, referitoare la timp, resurse și costuri". Standardul român SR ISO 10006:2005 conține următoarea definiție (punctul 4.1.4): "Managementul proiectului include planificarea, organizarea, monitorizarea, controlarea, raportarea și întreprinderea acțiunilor corective necesare tuturor proceselor proiectului, de care este nevoie pentru realizarea obiectivelor proiectului, în mod continuu." 
Managementul oricărui proiect include un set de principii, practici si tehnici folosite pentru a conduce echipa de lucru a proiectului si a controla termenele, costurile si riscurile in scopul producerii rezultatului dorit. 
Managementul de proiect este o disciplină dedicată planificării, organizării și managerizării resurselor pentru a ajunge la finalizarea cu succes a scopurilor și obiectivelor specifice ale proiectului. Managementul proiectelor (MP) este o abordare metodică a planificării și ghidării proceselor proiectului de la start până la terminare. MP este utilizat pe larg pentru controlul proceselor complexe ale proiectelor de dezvoltare a software.
Dicționarul Webster's Online oferă următoarea definiție: "Managementul proiectelor este ansamblul de activități referitoare la atingerea cu succes a unui grup de obiective. Acesta include planificarea, programarea și susținerea desfășurării activităților cuprinse în proiect".
În dicționarul Project Management Basics Glossary Arhivat în 29 mai 2010, la Wayback Machine. este formulată o amplă definiție care înglobează conținutul esențial al managementului proiectelor: "Procesul de conducere a unui proiect care necesită aplicarea planificării, construirea echipei (team-building), comunicarea, controlul, luarea deciziilor și competențe de finalizare a proiectului, principii, instrumente și tehnici". Normele DIN 69901 standardizează o definiție concisă: "Managementul proiectelor este setul complet de sarcini, tehnici, instrumente aplicate în timpul execuției proiectelor". Standardul român SR 13465:2007 conține o definiție cuprinzătoare a managementului proiectelor: "Managementul proiectelor reprezintă planificarea, organizarea, monitorizarea și controlul tuturor aspectelor proiectului, precum și managementul și leadership-ul tuturor celor implicați pentru a realiza în siguranță obiectivele proiectului în cadrul criteriilor agreate de timp, costuri, domeniu de aplicare și performanțe/calitate."
Un proiect este caracterizat de un efort temporar pentru crearea unui produs sau serviciu cu caracter de unicitate.. Această caracteristică de a fi temporar contrastează cu procesele sau operațiile de producție care au caracter permanent sau semi-permanent, acestea continuându-și existența pentru crearea aceluiași produs sau serviciu în mod repetat.
Caracterul de unicitate al produsului, serviciului sau rezultatului implică să se efectueze ceva unic, în sensul că rezultatul final este diferit de alte produse sau servicii din categoria la care aparține, produsele/serviciile nu reprezintă o "repetare".

## Fazele managementului proiectelor
Descrierea managementului proiectelor este posibilă prin analiza ciclului de viață al proiectelor, care se referă la ansamblul logic de faze ale proiectului, ale căror denumiri și număr sunt determinate de necesitățile realizării scopurilor sau obiectivelor proiectului. Indiferent de scop sau complexitate, fiecare proiect trece printr-o serie de faze. Managementul de proiect trebuie să includă o analiză a riscului și o definiție a criteriilor pentru terminarea cu succes a fiecărui rezultat livrabil (deliverable -în l.engl); exemple de livrabile pot fi: un studiu de fezabilitate, un proiect de detaliu sau un prototip funcțional. Ciclul de viață al proiectului este o colecție de faze, în general secvențiale, care oferă structura și abordarea proiectului, începînd de la conceperea proiectului până la terminarea acestuia.
În abordarea tradițională, pe faze, succesiunea fazelor de realizare a managementului proiectelor este următoarea:
٭inițierea proiectului;
٭planificarea sau dezvoltarea proiectului;
٭execuția proiectului sau faza de producție;
٭monitorizarea și controlul;
٭finalizarea (închiderea) proiectului (completion -în l.engl.,tradus și "închidere").
În proiecte cu elemente de cercetare-dezvoltare semnificative, aceste faze pot fi suplimentate cu puncte de decizie (decizii continuare/abandonare) în care este dezbătută și decisă continuarea sau nu a proiectului. Un exemplu este procesul faze-porți.
Există și alte denumiri ale fazelor componente, de exemplu în Wideman Comparative Glossary of Project Management terms (2002): 1.Concepție; 2.Definiție; 3.Execuție; 4.Finisare (sau închidere). Denumirile exacte diferă pentru diferite industrii și organizații.
Institutul Național pentru Standarde și Tehnologie din SUA (National Institute of Standards and Technology -NIST) a elaborat un cadru general de management și proceduri tehnice pentru managementul proiectelor, care conține următoarele faze majore ale ciclului de viață al proiectului:
٭formularea, planificarea și propunerea proiectului;
٭inițierea și execuția proiectului;
٭închiderea, tranziția și/sau terminarea proiectului.
Nu toate proiectele trec prin toate fazele, deoarece unele proiecte pot fi terminate înainte de a ajunge la "închidere". Unele proiecte nu parcurg faze structurate de planificare și/sau monitorizare.
Este de observat că fazele nu reprezintă pur și simplu un lanț secvențial de pași, ci constituie procese iterative. De exemplu, problemele sau schimbările care apar în faza de control pot necesita re-planificarea sau chiar modificări ale obiectivelor și scopurilor stabilite în faza de inițiere a proiectului.
Fazele unui proiect de dezvoltare internațional (ID). Proiectele de dezvoltare internaționale sunt prin definiție proiecte executate în țări în curs de dezvoltare, sunt destinate pentru dezvoltarea economică și socială și sunt finanțate din exterior, cel puțin parțial. Fazele majore ale unui ciclu de viață generic pentru un proiect de dezvoltare internațional sunt prezentate în următoarea schemă:
Identificare/concepție—→Fezabilitate/definiție—→ Dezvoltare/proiectare—→Aprobare/evaluare/finanțare→
Implementare—→Operațiuni/evaluare post-proiect.
Proiectele ID sunt finanțate de diferite instituții internaționale ( de exemplu, Banca Mondială etc.) sau de agenții internaționale de finanțare (de ex. United Nations Development Program -UNDP), prin împrumuturi sau granturi complete. 
Inițierea proiectului. În faza de inițiere se autorizează proiectul, este numit managerul (sau directorul) de proiect și se nominalizează competențele și atribuțiile lui, sunt formulate obiectivele și scopurile proiectului. Totodată, se angajează resursele (materiale și umane) și se creează baza de date a proiectului. În faza de inițiere se elaborează un plan de management al proiectului, care ar trebui să includă sau să se refere la planul de managementul calității în proiecte. În știința managementului proiectelor, faza de inițiere mai este denumită și definirea proiectului. În timpul acestei faze, soluția preferată este evaluată și optimizată. Odată cu definirea proiectului, pot fi definite rezultatele cerute de diferitele părți interesate. Rezultatele unui proiect (  project outcome -l.engl.) sunt active tangibile sau intangibile create de proiect și pot fi reprezentate de desene, scheme, descrieri, modele, prototipuri, sisteme și produse de diferite tipuri. Ele pot fi reprezentate și de procese operaționale, schimbări organizaționale, schimbări de resurse umane necesare pentru o funcționare de succes a organizației (cf. SR 13465:2007, punctul 5.1.10).
Obiectivele proiectului reprezintă starea finală sau finalitatea pe care managementul proiectului urmărește să o atingă, ele definesc rezultatul final dorit al proiectului; atingerea ansamblului de obiective permite executarea completă a proiectului.
Formularea obiectivelor trebuie să detalieze următoarele informații:
٭performanțele tehnice ale produsului sau serviciului creat/livrat prin proiect;
٭data pentru terminarea proiectului și datele planificate pentru începutul și sfîrșitul fiecărei activități;
٭costurile proiectului (bugetul);
٭criterii de acceptare.
Criteriile de acceptare a proiectului reprezintă formulări ale modului în care recepționerii proiectului vor cădea de acord cu managerul proiectului că documentele proiectului, lucrările sau serviciile livrate sunt complete și acceptabile.
Definirea scopurilor proiectului se realizează prin descrierea conținutului lucrărilor (activităților) care trebuie efectuate și a produselor sau rezultatelor proiectului cu caracteristici și funcțiuni specificate; aceste scopuri urmăresc să cuantifice obiectivele proiectului.
Planificarea proiectului. Pentru o serie de proiecte, planificarea propriu-zisă este precedată de o sub-fază de pregătirea planificării, care include specificarea performanțelor și studiul de fezabilitate.
Specificarea performanțelor, în contextul pregătirii planificării, are un caracter general, precizînd ce este de așteptat să asigure construcția, uzina, produsul sau procesul care vor fi proiectate. Această specificare acoperă atât întregul proiect, cât și fiecare fază critică pentru realizarea obiectivelor generale.
Studiul de fezabilitate pune în evidență existența sau absența soluțiilor în studiul asupra oportunității derulării unui proiect. El se bazează pe studiul de piață pentru produsul sau serviciul care ar urma să fie furnizat și cuprinde studii tehnico-economice succinte ale tehnicilor specifice, studiul de impact, studiul de rentabilitate. În cadrul analizei fezabilității se definește obiectivul proiectului și sunt previzionate resursele necesare. Studiul de fezabilitate trebuie să precizeze în principal:
٭cât va dura proiectul ?
٭este realizabil (fezabil) proiectul?
٭cât va costa proiectul?
Pe baza studiului de fezabilitate se ia decizia de a continua sau nu cu fazele următoare ale proiectului.
Planificarea proiectului definește și rafinează obiectivele de realizare a proiectului (termene, costuri etc.) și selectează cea mai bună dintre alternativele de desfășurare a activităților pentru a atinge obiectivele propuse. Planificarea stabilește și susține definiția și scopurile proiectului, modul în care va fi efectuat proiectul (proceduri și sarcini), rolurile și responsabilitățile, estimările de timpi și costuri. Planificarea proiectului dezvoltă și susține planul proiectului, ca document formal, utilizat pentru a ghida atât execuția proiectului cât și controlul acestuia. Acest plan al proiectului cuprinde ansamblul planurilor, elaborate pentru diferitele procese din proiect. Scopul planului de management al proiectului este de a documenta rezultatele procesului de planificare și de a furniza un document de referință pentru managerizarea proiectului. Arhivat în 6 martie 2010, la Wayback Machine. Concomitent cu planificarea propriu-zisă a proiectului (descrisă mai jos într-o succesiune de pași), este necesar să se efectueze și managementul calității în proiecte.
Planificarea include:
٭definirea și descrierea obiectivelor de realizat;
٭descrierea activităților generale sau particulare, necesare pentru a produce diferite rezultate livrabile ale proiectului, respectiv stabilirea responsabilităților persoanelor;
٭planificarea resurselor necesare, atât umane, cât și materiale;
٭compararea mijloacelor disponibile cu mijloacele necesare;
٭stabilirea termenelor previzionale care vor trebui respectate: identificarea dependențelor dintre activități (a succesiunii lor), estimarea duratelor activităților și planificarea calendaristică, stabilirea datei de finalizare a proiectului, identificarea standardelor de calitate impuse;
٭estimarea costurilor resurselor necesare pe fiecare tip de activitate;
٭stabilirea planului de management al proiectului, ca un ansamblu al tuturor proceselor planificate, cu identificarea riscurilor și a modurilor de management al acestora. Planul de management al proiectului integrează toate planurile individuale cum sunt: planul calității, planul de management privind părțile interesate, planul de comunicare în proiect, planul de achiziții, planul de contractare, planul rezultatelor. Planul de management include atât modul în care va fi managerizat proiectul, cât și modul în care va fi realizat produsul sau serviciul, de exemplu caracteristicile tehnice, procesele și fazele tehnice, precum și specificațiile produsului.
Managementul cu succes al proiectului necesită planificarea minuțioasă pentru satisfacerea obiectivelor tehnice, satisfacerea cerințelor de timp ale proiectului și încadrarea în bugetul proiectului.
Planificarea proiectului nu este o știință exactă: două echipe de lucru diferite ar putea genera planuri foarte diferite pentru același proiect.
Procesul de planificare a proiectului poate fi parcurs în 5 pași:
٭identificarea activităților;
٭estimarea duratelor și resurselor;
٭identificarea relațiilor și dependențelor activităților;
٭identificarea constrângerilor (de resurse, de timp) pentru programare;
٭stabilirea programării.
Formularea obiectivelor proiectului și a scopurilor dezvoltate pentru a le sprijini sunt utilizate pentru a descrie proiectul ca un grup de activități sau sarcini.
O activitate este un element de muncă, efectuat în timpul derulării proiectului, a cărui executare poate fi încredințată unei persoane fizice competente (sau mai multor membri ai echipei). Termenul de sarcină este considerat, în general, în planificare, ca fiind sinonim cu activitate. Totuși, în multe aplicații, activitățile sunt considerate ca fiind subdivizate în sarcini.
Sarcinile se caracterizează prin durate, determinate de un început și un sfîrșit, identificabile, și prin costuri previzionnale. Sarcinile pot fi programate pentru a fi executate în serie sau în paralel, conform cu dependențele lor reciproce.
Dependențele dintre activitățile proiectului prezintă relația de ordine între două activități succesive, exprimă legătura dintre activități. Legătura cea mai folosită este cea de tip Sfârșit-Început, adică leagă evenimentul de sfârșit al activității precedente cu evenimentul de început al activității următoare. Dependențele logice dintre activități pot fi definite utilizând o diagramă în rețea a activităților, care permite identificarea unui drum critic.
Sarcinile trebuie să fie asociate cu așa-numitele repere de referință (denumite și jaloane; în l.engl.-milestone; în l.franc.-jalon). Un reper de referință (jalon) reprezintă un eveniment intermediar important care survine în cursul unei realizări, asociat cu obținerea unui rezultat important sau cu o analiză de stadiu, caracterizată drept critică. Exemple: începerea sau terminarea sarcinilor critice, terminarea unei faze a proiectului, terminarea analizelor clientului, furnizarea unui dosar, recepția unui echipament, decizia de a construi un prototip etc.
O mare utilitate în planificarea activităților proiectului are dezvoltarea unei structuri de descompunere a lucrărilor (work breakdown structure) (cu acronimul WBS- l.engl.; structure de découpage du projet -l.franc.). Expresia din l.engleză Work Breakdown Structure a fost tradusă în l.română și "Structură detaliată orientată pe activități". O structură de descompunere a lucrărilor este o grupare a elementelor proiectului, orientată pe sarcini și activități, care organizează și definește scopul global al proiectului, ajută la stabilirea bugetului previzionat și identifică rezultatele livrabile dorite. Un element al proiectului în WBS poate fi un produs identificabil, un set de date, un serviciu sau orice combinație a lor.
Descompunerea ierarhizată, pe niveluri descendente, a lucrărilor în elemente mai ușor de analizat, reprezintă o descriere din ce în ce mai detaliată a elementelor proiectului, până ce rezultatele livrabile sunt definite cu detaliere suficientă pentru a susține viitoarele faze ale proiectului ( planificare, execuție, control și finalizare).
Elementele de pe nivelul cel mai detaliat (cel mai de jos în schema WBS) sunt denumite pachete de lucrări (work packages -l.engl.). Fiecare pachet de lucrări este caracterizat prin definirea lucrărilor de realizat, un responsabil unic, un buget și elemente de termene, fie o durată, fie legături cu alte pachete anterioare sau posterioare. Pachetele de lucrări definesc sarcini specifice care contribuie la realizări definite.
Structura de descompunere a lucrărilor este reprezentată grafic ca o diagramă arborescentă, cu itemuri detaliate, subordonate itemurilor de nivel superior.
Descompunerea rezultatelor livrabile ale proiectului are loc în următorii pași.
٭Identificarea elementelor majore ale proiectului, care corespund unui ansamblu de sarcini sau unei singure sarcini. În general, elementele majore vor fi livrabilele proiectului și managementul proiectului. Totuși, elementele majore trebuie să fie totdeauna definite în funcție de modul în care proiectul va fi managerizat în realitate. De exemplu, fazele ciclului de viață al proiectelor pot fi utilizate pe primul nivel de descompunere, iar livrabilele proiectului vor fi repetate pe al doilea nivel. Livrabilele pot fi interne, externe sau provizorii.
٭Se decide dacă estimații adecvate de costuri și durate pentru activități pot fi dezvoltate pe acest nivel de detaliere, pentru fiecare element.
٭Se identifică elementele constituente ale livrabilelor, ca rezultate verificabile. Elementele constituente trebuie să fie definite în termenii modului în care vor fi realizate, în realitate, lucrările proiectului. Rezultatele verificabile pot include servicii, precum și produse. De exemplu, pentru un produs fabricat ca rezultat al proiectului, elementele constituiente ar putea include diferitele componente individuale ale produsului, plus asamblarea finală.
٭Se verifică corectitudinea descompunerii, examinând: a) dacă itemurile de pe nivelul inferior sunt atât necesare, cât și suficiente pentru finalizarea (realizarea completă) a itemului descompus; b) dacă fiecare item este definit clar și complet; c) dacă fiecare item poate fi în mod adecvat programat, bugetat și alocat unei unități specifice o organizației (departament, echipă de lucru, persoană).
Estimarea duratelor și a resurselor necesare, considerată ca al doilea pas al procesului de planificare, urmărește să identifice cerințele de timpi și resurse pentru pachetele de lucrări și pentru activități. Duratele acestora se estimează pe baza experienței experților sau în funcție de cantitatea de resurse ce contribuie la realizarea lucrărilor. Totuși, valorile estimate sunt numai cele mai bune aprecieri, fără a fi predicții perfecte.
Resursele se referă la materiale, mașini, calculatoare, personalul proiectului, resurse financiare etc. Planificarea resurselor constă în a determina ce fel de resurse sunt necesare și ce cantități din fiecare resursă, pentru a îndeplini activitățile proiectului. Cerințele de resurse identificate sunt apoi comparate cu resursele disponibile, cu încărcarea lor, programarea și controlul acestora.
Identificarea relațiilor și dependențelor activităților. Între toate activitățile necesare pentru derularea proiectului vor exista anumite relații logice, care vor depinde de succesiunea logică a acestor activități. Unele dependențe (relații logice) sunt obligatorii, inerente prin natura lucrării. Acestea implică deseori limitări fizice; de exemplu, într-un proiect de construcție a unei clădiri, fundația trebuie să fie construită înainte de înălțarea suprastucturii. Alte dependențe sunt discreționare, fiind definite facultativ de echipa de management al proiectului. Aceste dependențe "discreționare" sunt definite fie pe baza "celor mai bune practici" dintr-un domeniu de aplicații particular, fie în cazul în care o succesiune specifică este dorită, preferată.
Există mai multe metode pentru punerea în evidență a relațiilor de ordine ale activităților:
Metoda diagramelor de precedență sau metoda PDM (Precedence Diagram Method -în l.engl.) este o metodă de construire a diagramei în rețea a activităților, care folosește dreptunghiuri sau noduri pentru reprezentarea activităților și săgeți care unesc activitățile, pentru reprezentarea dependențelor. Mai este denumită "rețea cu activități pe noduri" (AON). Metoda PDM poate fi aplicată manual sau pe calculator.
Relațiile de dependență sau de precedență pot fi de 4 tipuri:
٭Sfârșit-Inceput (Finish-to-start): activitatea succesoare nu poate începe decît după ce se termină activitatea predecesoare.
٭Început-Început (Start-to-start):activitatea predecesoare trebuie să înceapă înainte ca activitatea succesoare să poată începe.
٭Sfârșit-Sfârșit (Finish-to-finish): activitatea predecesoare trebuie să se termine înainte ca activitatea succesoare să se poată termina.
Început-Sfârșit (Start-to-finish): activitatea predecesoare trebuie să înceapă înainte ca activitatea succesoare să se poată termina. Aceasta se folosește foarte rar și numai de ingineri profesioniști în programarea proiectelor.
Cea mai folosită este relația Sfârșit-Început.
Metoda diagramelor prin arce (Arrow diagramming method- ADM-l.engl) este o metodă de construire a diagramelor în rețea a activităților, în care activitățile sunt reprezentate prin arce și sunt conectate prin puncte, denumite noduri, pentru a prezenta relațiile de dependență. Această metodă mai este denumită rețea cu activități pe arce (AOA) și este mai rar utilizată astăzi decît metoda PDM. Metoda ADM utilizează numai dependențele Sfârșit-Început și poate necesita folosirea activităților fictive (dummy activity-l.engl.) pentru a defini corect dependența dintre activități, însă arcul respectiv nu reprezintă nici o activitate.
Metoda diagramelor condiționate (Conditional Diagramming Method -l.engl.) permite activități ne-secvențiale, cum sunt bucle (de exemplu, un test care trebuie repetat de mai multe ori) sau ramuri condiționate (de exemplu, o actualizare a desenului care este necesară numai dacă controlul detectează erori). Metodele PDM sau ADM nu admit bucle sau ramuri condiționate.
Șabloane de rețele (network templates) sunt rețele standardizate care pot fi utilizate pentru a urgenta pregătirea diagramelor în rețea a activităților. Acestea pot include un proiect întreg sau numai o parte de proiect. Părțile de rețea sunt deseori denumite sub-rețele. Astfel de sub-rețele sunt utile, în special, când un proiect include câteva caracteristici identice sau aproape identice, de exemplu planșee între etaje într-o clădire înaltă de birouri, sau teste clinice într-un proiect de cercetare farmaceutică, sau module de program într-un proiect de software.
Identificarea constrângerilor pentru programare. Constrângerile (restricțiile) în programare sunt factori susceptibili de a condiționa sau de a limita alegerea sau realizarea sarcinilor și activităților și poziția lor în timp. Există două opțiuni fundamentale în programarea proiectului:
٭cu constrângeri de resurse;
٭cu constrângeri de timp.
Stabilirea programării proiectului. Programarea constă în analiza succesiunii activităților, a duratelor activităților, a necesarului de resurse pentru a crea programul de desfășurare a proiectului, care trebuie să precizeze datele de început și de sfârșit pentru activitățile proiectului și datele planificate pentru jaloane.
Programarea restricționată de resurse este necesară atunci cînd numai resursele disponibile trebuie utilizate, iar acestea nu pot fi depășite. Exemple de constrângeri referitoare la resurse pot fi: disponibilitatea, securitatea, considerații culturale, acorduri de muncă etc. Deciziile de programare condiționate de disponibilitatea limitată a resurselor (referitoare la datele de început și de sfârșit) pot fi rezolvate prin nivelarea resurselor (resource leveling- l.engl.). Această nivelare constă în reordonarea activităților ținând seama de succesiunea logică și de restricțiile de disponibilitate a resurselor, cu posibilitatea de prelungire a duratei proiectului. Atunci când o activitate nu poate fi realizată la o anumită dată din lipsa resurselor, ea este suspendată până când resursele necesare vor fi disponibile, ceea ce conduce deseori la o durată mai mare a proiectului decât cea dorită în programarea preliminară.
Programarea cu constrângeri de resurse este guvernată de algoritmi de tip euristic. Se pot folosi euristici cum sunt "alocarea resurselor insuficiente în primul rând pentru activitățile critice". Sunt disponibile software pentru managementul proiectelor care automatizează calculele datelor de început și sfârșit ale activitățilorși aplicarea nivelării resurselor, astfel generând mai multe alternative de programare.
La programarea cu constrângeri de timp prioritatea precumpănitoare este de a termina proiectul la o dată specificată. Aici pot apărea două categorii de constrângeri:
٭Date impuse pentru terminarea unor livrabile. Astfel de condiționări pot fi cerute de finanțatorul proiectului, de clientul proiectului sau de alți factori externi.
٭Evenimente importante sau jaloane majore. In acest caz, datele specificate pentru terminarea unor livrabile, o dată ce au fost programate devin date așteptate.
Programarea setului de activități ale unui proiect se poate face utilizînd mai multe metode care permit să se determine duratele tuturor activităților ce compun proiectul, fiind date limitele de resurse și alte constrîngeri cunoscute. Cele mai cunoscute metode sunt:
٭Metoda drumului critic (Critical Path Method (CPM)-l.engl), respectiv Méthode de chemin critique-l.franc. a fost dezvoltată în decada anilor 1950 de DuPont Corporation. Metoda CPM calculează valori deterministe pentru termenul minim de începere, termenul maxim de începere, termenul minim de terminare și termenul maxim de terminare pentru fiecare activitate, ținînd seama de logica rețelei de activități. Totodată, se calculează rezerva de timp a activităților (float sau slack-l. engl.), care reprezintă timpul cu care se poate întîrzia o activitate față de termenul minim de începere, fără a produce întîrzierea datei de terminare a proiectului. Într-o diagramă-rețea a activităților proiectului, drumul critic este succesiunea de activități care determină termenul minim de terminare a proiectului. Se mai definește ca drumul cu cea mai lungă durată prin rețea.
٭Metoda PERT (Program Evaluation and Review Technique-l.engl.) este o tehnică de evaluare și de analiză a programelor, concepută de firma Booz, Allen și Hamilton, tot în anii 1950, și a fost aplicată inițial de Marina USA pentru a conduce programul de realizare a rachetelor balistice POLARIS pentru submarinele POLARIS. Această metodă utilizează logica rețelei de activități, în care însă pentru duratele activităților nu se prevăd valori deterministe (ca în metoda CPM), ci valori probabiliste -ca estimații medii ponderate ale duratelor activităților individuale, care permit calculul estimației duratei totale a proiectului, ca durată medie. În metoda PERT, pentru fiecare activitate se iau în considerare trei estimări ale duratelor:
durata cea mai optimistă, durata cea mai pesimistă și durata cea mai probabilă. 
Metodele CPM sau PERT sunt utilizate în toate tipurile de lucrări de construcții inginerești sau civile, în proiecte mari cum sunt fabricarea unui avion, a rachetelor, a vehiculelor spațiale, a sistemelor de calculatoare mainframe. Există programe de calculator disponibile pentru a efectua toate calculele necesare în metoda PERT.
Execuția proiectului este faza efectivă de execuție a planului proiectului prin desfășurarea activităților prevăzute, perioadă în care proiectul este realizat sau produsul proiectului este fabricat, iar majoritatea bugetului proiectului va fi cheltuită pentru efectuarea acestui proces. În această fază sunt implementate planurile, sunt distribuite informații, se fac contractări. In faza de execuție, echipa proiectului și resursele necesare vor fi gata pregătite pentru a efectua activitățile proiectului, conform programării și scopurilor definite anterior.
Pentru execuția proiectului sunt necesare anumite instrumente și tehnici, dintre care fac parte:
٭Aptitudini și cunoștințe asupra produsului proiectului, necesare pentru realizarea acestui produs. Cunoștințele necesare sunt asigurate de către resursele umane ale echipei proiectului.
٭Sistemul de autorizare a activităților este o procedură formală prin care se autorizează începerea lucrului la diferitele activități sau pachete de lucrări, la momentele planificate și în succesiunea prevăzută.
٭Sistemul informațional pentru managementul de proiect (Project management information system-acronim PMIS, în l.engl.) este un sistem bazat pe tehnică de calcul care constă din instrumente și tehnici utilizate pentru a colecta, a integra și a structura informațiile necesare managerilor și factorilor executivi în luarea deciziilor și controlul proiectului. Acest sistem sprijină planificarea, execuția și finalizarea obiectivelor managementului proiectului. În faza de execuție, echipa de management a proiectului colectează informații într-o bază de date. PMIS este utilizat pentru a compara baza de referință cu îndeplinirea reală a fiecărei activități, pentru a manageriza materiale, pentru a colecta date financiare și a conserva înregistrări în scopuri de raportare. Informațiile colectate cuprind date asupra evoluției proiectului la zi, asupra timpilor consumați și asupra cheltuielilor efectuate. Sunt disponibile comercial software PMIS.
٭Proceduri organizaționale formale sau informale, utile în cursul execuției proiectului.
Monitorizarea și controlul proiectului are rolul de a asigura ca obiectivele proiectului să fie îndeplinite și se realizează în timpul execuției proiectului prin monitorizarea resurselor, a calității și a costurilor reale ale proiectului. Prin monitorizare vor fi identificate abaterile dintre planificarea inițială și actualizări, pentru a ajusta planul proiectului prin adoptarea de acțiuni corective, inclusiv prin repetarea proceselor de planificare, atunci când este necesar.
Procesul de control al proiectului implică trei grupe de decizii:
٭cum să se monitorizeze proiectul,pentru a verifica progresul desfășurării acestuia;
٭cum să se evalueze performanțele proiectului, prin compararea observațiilor monitorizate cu planul proiectului;
٭cum să se intervină în proiect printr-o buclă de reacție inversă, pentru a efectua schimbările care îl vor readuce la planul inițial.
Managerul de proiect poate monitoriza desfășurarea proiectului pe baza rapoartelor asupra performanțelor, care arată ce s-a realizat, față de plan. Rapoartele asupra performanțelor trebuie să conțină informații asupra schimbărilor scopului, asupra programării, asupra costurilor și calității.
Există mai multe tipuri de rapoarte utilizate pentru monitorizarea proiectului:
٭liste de activități, cu procentaje de îndeplinire;
٭analize în timp ale proiectului;
٭grafice-rețea;
٭diagrame Gantt de eșalonare calendaristică a activităților;
٭rapoarte de execuție lunare, trimestriale, semianuale sau anuale, pentru proiecte pe termen lung.
Se pot utiliza diferite tehnici de analiză a performanțelor:
٭analiza varianței: se compară rezultatele actuale ale proiectului cu cele planificate. Frecvent sunt utilizate analize ale varianței costului și programării;
٭analiza trendului: implică examinarea rezultatelor proiectului în timp, pentru a determina dacă performanțele se îmbunătățesc sau se diminuează;
٭analiza valorii realizate (earned value analysis în l.engl.), denumită și analiza valorii câștigate, este cea mai completă metodă utilizată pentru analiza performanțelor proiectului. Aceasta integrează măsuri asupra scopului, costului și programării. La analiza valorii realizate se compară cantitatea de lucrări planificate cu cea care s-a realizat în realitate, pentru a determina dacă performanțele de costuri și programare corespund cu ceea ce s-a planificat. Curba în formă de S a cheltuielilor indică valoarea cumulată a cheltuielilor asociate consumului de resurse, în funcție de durata de execuție a activității (lucrării).
Evaluarea performanțelor proiectului. Parametrii de performanță monitorizați trebuie să fie evaluați în fiecare punct de analiză în timp. Astfel, pentru controlul costurilor se compară cheltuielile reale cu cele previzionate, la puncte de analiză regulate și se analizează orice abatere față de plan, pentru a decide asupra acțiunii de corecție necesare.
Intervenții pentru schimbări în proiect. Dacă proiectul în derulare este în mod evident în afara limitelor de control (de toleranță), în sensul că duratele de execuție, costurile și nivelurile de calitate sunt diferite semnificativ față de cele planificate, atunci va fi necesar un anumit gen de intervenție. Natura exactă a intervenției va depinde de caracteristicile tehnice ale proiectului.
Finalizarea proiectului constă în acceptarea formalizată a rezultatelor proiectului și terminarea ordonată a acestuia. Finalizarea include:
٭închiderea administrativă care implică generarea, colectarea și diseminarea informațiilor pentru a formaliza terminarea proiectului;
٭închiderea contractului: terminarea și decontarea contractului, inclusiv rezolvarea oricăror probleme deschise.
Închiderea administrativă constă din verificarea și documentarea rezultatelor proiectului, pentru a formaliza acceptarea produsului proiectului de către sponsor, client sau beneficiar. Rezultatele proiectului pot fi dezvoltate sub următoarele forme: rezultate arhivate, rezultate reutilizabile, rezultate acceptate (predate beneficiarului). Inchiderea administrativă include colectarea înregistrărilor proiectului, asigurarea că acestea reflectă specificațiile finale, analiza succesului proiectului și a beneficiilor obținute, arhivarea acestor informații. Trebuie pregătită și distribuită acceptarea formală sub forma documentației care confirmă că sponsorul sau clientul au acceptat rezultatele proiectului, iar acestea sunt în concordanță cu specificațiile.
Închiderea contractului este similară cu închiderea administrativă prin faptul că include atât verificarea produsului final, cât și actualizarea înregistrărilor care reflectă rezultatele finale și arhivarea informațiilor pentru utilizări viitoare.

## Documentația proiectului
Documentele proiectului includ toate datele, informațiile, cunoștințele necesare pentru a sprijini activitățile proiectului, pe parcursul întregului ciclu de viață. Un set minim de astfel de documente include: 
٭rezumatul proiectului cuprinde informații necesare pentru a sprijini demararea (start-up) proiectului;
٭studiul economic al afacerii (business case-l.engl.) este un document esențial care justifică montajul proiectului;
٭documentul de inițiere a proiectului conține toate informațiile care descriu "ce, de ce, când, cine, cum (what, why, when, who, how)";
٭planul proiectului sau planul de execuție a proiectului care trebuie revăzut și up-datat în timpul ciclului de viață al proiectului;
٭raportul final al proiectului, analiza post-proiect sau analiza post-implementare -documente care dovedesc dacă au fost realizate beneficii și care oferă recomandări pentru îmbunătățiri viitoare.

## Managementul proiectelor prin lanț critic
Managementul proiectelor prin lanț critic (Critical Chain Project Management-în l.engl.) este o metodă de planificare și management al proiectului care pune accentul pe resursele necesare (fizice și umane) pentru a executa sarcinile proiectului. Această abordare a managementului proiectelor a fost dezvoltată de Eliyahu M. Goldratt și publicată în 1997 și se bazează pe metode și algoritmi derivați din Teoria constrângerilor (Theory of Constraints- în l.engl.). Lanțul critic este succesiunea de elemente terminale dependente de relațiile de precedență și de resurse, care evită ca un proiect pentru care există resurse limitate, să fie terminat într-un timp mai scurt. Dacă disponibilitatea resurselor nu este o constrângere, atunci lanțul critic al proiectului devine același cu drumul critic. Pentru detalii-vezi 

## Vezi și
- Managementul calității în proiecte
- Managementul integrat al proiectelor
- Managementul inovării
- Managementul produselor
- Obiective SMART